# 大霍芬
大霍芬是奥地利下奥地利州根瑟恩多夫县的一个市镇。总面积6.18平方公里，总人口84人，人口密度13.6人/平方公里（2005年）。